# Cruiser Mk I
Cruiser Tank Mark I znany także jako A9 był pierwszym brytyjskim czołgiem szybkim, w czasie wojny używany był wyłącznie przez wojska brytyjskie.

## Historia i opis konstrukcji
A9 został zaprojektowany przez Sir Johna Cardena w 1934 r. jako następca Vickers Mark II. Był to pierwszy czołg brytyjski z centralnie zamocowaną wieżą, w której umieszczono główne uzbrojenie, ale nie była to konstrukcja specjalnie udana ani nowoczesna, a czołg był bardzo słabo opancerzony (zaledwie 14 mm).
Wnętrze czołgu nie było podzielone na osobne przedziały bojowe, w wieży zamontowano działo dwufuntowe (40 mm) i karabin maszynowy. Oprócz tego z przodu czołgu, po obu stronach kadłuba znajdowały się dwie mniejsze wieżyczki, każda z nich uzbrojona w jeden karabin maszynowy.
Po próbach polowych w 1936 roku, zamówiono 125 egzemplarzy tego czołgu, wszedł do produkcji w 1937 r. Początkowo napędzany był silnikiem samochodowym Rolls-Royce zamienionym później na silnik autobusowy AEC.
Podwozie czołgu było nowoczesną konstrukcją, wykorzystano je podczas prac nad budową czołgu piechoty Mk III Valentine.

## Służba
We wczesnej fazie wojny, kampanii francuskiej, greckiej i na początku walk w Afryce Północnej Mark I spisywał się nieźle, jego dwufuntowe działo w zupełności wystarczało do skutecznego zwalczania ówczesnych niemieckich czołgów. Problem stanowiło minimalne opancerzenie (Mark I stanowił łatwy cel nawet dla armat przeciwpancernych małego kalibru), także brak amunicji burzącej nie tylko dla działa 40 mm, ale także amunicji przeciwpancernej dla wersji z haubicą 94 mm.

## Modele produkcyjne
Mark I (A9)
Używany przez 1 Dywizję Pancerną w czasie kampanii francuskiej, używany przez 2 i 7 Dywizję Pancerną w czasie kampanii w Afryce Północnej do 1941 r.
Mark I CS (close support)
Wersja „close support” (bliskiego wsparcia, współpracy z piechotą) uzbrojona w haubicę 3,7" (94 mm) umieszczoną w wieży, która mogła strzelać wyłącznie pociskami dymnymi (zapas amunicji – 40 naboi).